# Ross McKinnon
Ross McKinnon (Bellshill, 9 oktober 1992) is een Schotse voetballer.
McKinnon werd door Motherwell FC in het seizoen 2011/2012 twee keer verhuurd. Op 17 september 2011 debuteerde hij voor Dumbarton, waar hij drie maanden verbleef.
In januari 2012 werd McKinnon verhuurd aan Alloa Athletic FC, dat uitkomt in de Scottish Football League Third Division, het vierde niveau in Schotland. Bij zijn debuut op 28 januari trof de verdediger één keer het net. McKinnon werd in mei 2012 met Alloa Athletic FC kampioen van de Scottish Football League Third Division. Na een stage werd hij door SC Veendam gecontracteerd. In januari 2013 stapte hij over naar Elgin City FC in de Schotse League Two.

## Statistieken
| Seizoen | Club              | Land      | Competitie                              | Wedstrijden | Doelpunten |
| ------- | ----------------- | --------- | --------------------------------------- | ----------- | ---------- |
| 2010/11 | Motherwell FC     | Schotland | Scottish Premier League                 | 0           | 0          |
| 2011/12 | Dumbarton FC      | Schotland | Scottish First Division                 | 7           | 1          |
| 2011/12 | Alloa Athletic FC | Schotland | Scottish Football League Third Division | 16          | 1          |
| 2012/13 | SC Veendam        | Nederland | Eerste divisie                          | 0           | 0          |
| Totaal  | Totaal            | Totaal    | Totaal                                  | 23          | 2          |